# Штајнен (Вестервалд)
Штајнен (њем. Steinen) општина је у њемачкој савезној држави Рајна-Палатинат. Једно је од 192 општинска средишта округа Вестервалд. Према процјени из 2010. у општини је живјело 235 становника. Посједује регионалну шифру (AGS) 7143075.

## Географски и демографски подаци
Штајнен се налази у савезној држави Рајна-Палатинат у округу Вестервалд. Општина се налази на надморској висини од 410 метара. Површина општине износи 4,2 km². У самом мјесту је, према процјени из 2010. године, живјело 235 становника. Просјечна густина становништва износи 56 становника/km².